# Fläckhornad blombock
Fläckhornad blombock (Stictoleptura maculicornis) är en skalbagge i  familjen långhorningar.  

## Kännetecken
Den fläckhornade blombocken blir mellan 7 och 11 millimeter lång. Täckvingarna är gulbruna och resten av skalbaggen är svart. De inre antennsegmenten har en gul bas vilket gör att antennerna ser fläckiga ut, vilket har givit arten dess namn. Larven blir 17 millimeter och är vit med gult huvud.

## Utbredning
Den fläckhornade blombocken är vanlig i södra och mellersta Sverige där den är en av de vanligaste långhorningarna. Den finns också i Norrland men är där mindre vanlig. Den finns i Norge, Finland, Baltikum och vidare ner genom Centraleuropa och Sydöstra Europa. 

## Levnadssätt
Larverna lever i död rötsvampsangripen ved av både lövträd och barrträd. Dess utveckling tar minst 2 år. Den fullvuxna skalbaggen kan ses på blommor från mitten av juni till början av augusti, till exempel på röllika, prästkrage och älggräs.

## Etymologi
Maculicornis betyder 'med fläckiga antenner' på latin. 